# Olympische Winterspiele 1972/Teilnehmer (Rumänien)
| Gelbes Symbol für Goldmedaillen mit stilisierten Olympischen Ringen | Graues Symbol für Silbermedaillen mit stilisierten Olympischen Ringen | Braundes Symbol für Bronzemedaillen mit stilisierten Olympischen Ringen |
| ------------------------------------------------------------------- | --------------------------------------------------------------------- | ----------------------------------------------------------------------- |
| —                                                                   | —                                                                     | —                                                                       |

Rumänien nahm an den Olympischen Winterspielen 1972 im japanischen Sapporo mit einer Delegation von 13 Athleten teil.
Seit 1928 war es die neunte Teilnahme Rumäniens an Olympischen Winterspielen.

## Flaggenträger
Der Bobfahrer Ion Panțuru trug die Flagge Rumäniens während der Eröffnungsfeier im Makomanai-Stadion.

## Teilnehmer nach Sportarten

### Ski Alpin
Herren
- Virgil Brenci
Abfahrt: 48. Platz – 2:04,33 min
Riesenslalom: 33. Platz – 3:27,40 min
Slalom: 20. Platz – 2:01,58 min
- Dan Cristea
Abfahrt: 39. Platz – 2:01,26 min
Riesenslalom: 26. Platz – 3:19,88 min
Slalom: DNF

### Biathlon
Herren
- Constantin Carabela
Einzel (20 km): 52. Platz – 1:33:45,95 h
- Victor Fontana
Einzel (20 km): 28. Platz – 1:24:17,85 h; 5 Fehler
Staffel (4 × 7,5 km): 9. Platz – 1:59:30,61 h; 9 Fehler
- Vilmoș Gheorghe
Einzel (20 km): 32. Platz – 1:25:52,27 h
Staffel (4 × 7,5 km): 9. Platz – 1:59:30,61 h; 9 Fehler
- Ion Ţeposu
Staffel (4 × 7,5 km): 9. Platz – 1:59:30,61 h; 9 Fehler
- Nicolae Veștea
Einzel (20 km): 34. Platz – 1:27:08,21 h; 6 Fehler
Staffel (4 × 7,5 km): 9. Platz – 1:59:30,61 h; 9 Fehler

### Bob
Zweierbob
- Ion Panțuru / Ion Zangor (ROU I)
5. Platz – 5:00,53 min
- Dumitru Focșeneanu / Dragoș Panaitescu-Rapan (ROU II)
12. Platz – 5:04,89 min

Viererbob
- Dumitru Focșeneanu / Ion Panțuru / Dumitru Pascu / Ion Zangor
10. Platz – 4:47,12 min

### Eiskunstlauf
Herren
- Gheorghe Fazekaș
17. Platz